# Pincher Creek
Pour le district municipal, voir Pincher Creek No 9.
Pour le district électoral provincial, voir Pincher Creek (district électoral provincial).
Pincher Creek est une ville (town) du sud-ouest de l'Alberta, au Canada, située dans le district municipal de Pincher Creek No 9.

## Histoire
Le nom de la ville, qui date de la fin des années 1880, a été nommé d'après une tenaille (en anglais pincer) qui aurait été perdue par des prospecteurs dans un ruisseau près de la ville.

## Géographie
Le ruisseau de Pincher Creek prend sa source dans le lac Beauvais à 24 kilomètres au Sud-Ouest[réf. nécessaire].

## Démographie
| 2001  | 2006  | 2011  | 2016  |
| ----- | ----- | ----- | ----- |
| 3 666 | 3 625 | 3 685 | 3 642 |